# Kernit

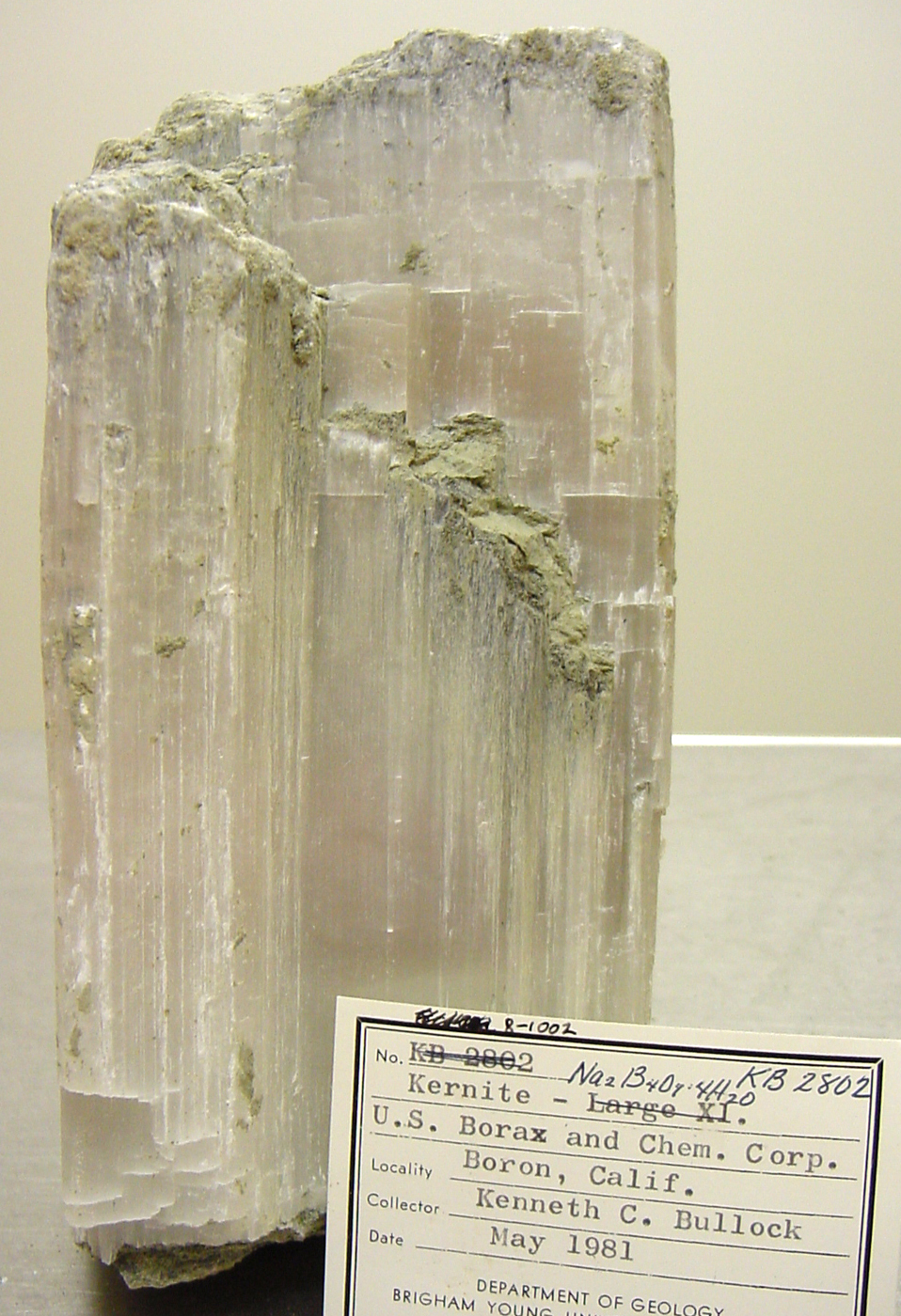
Kernit

Kernit, také známý jako rasorit, je hydratovaný minerál hydroxidu boritanu sodného se vzorcem Na2B4O7·4H2O. Je to bezbarvý až bílý minerál krystalizující v monoklinické soustavě, vyskytující se zpravidla jako prizmatické až jehlicovité krystaly nebo zrnité hmoty.